# Seleção Estoniana de Basquetebol
A Seleção Estoniana de Basquetebol é a equipe que representa a Estônia nas competições internacionais da modalidade.

## Notáveis Jogadores

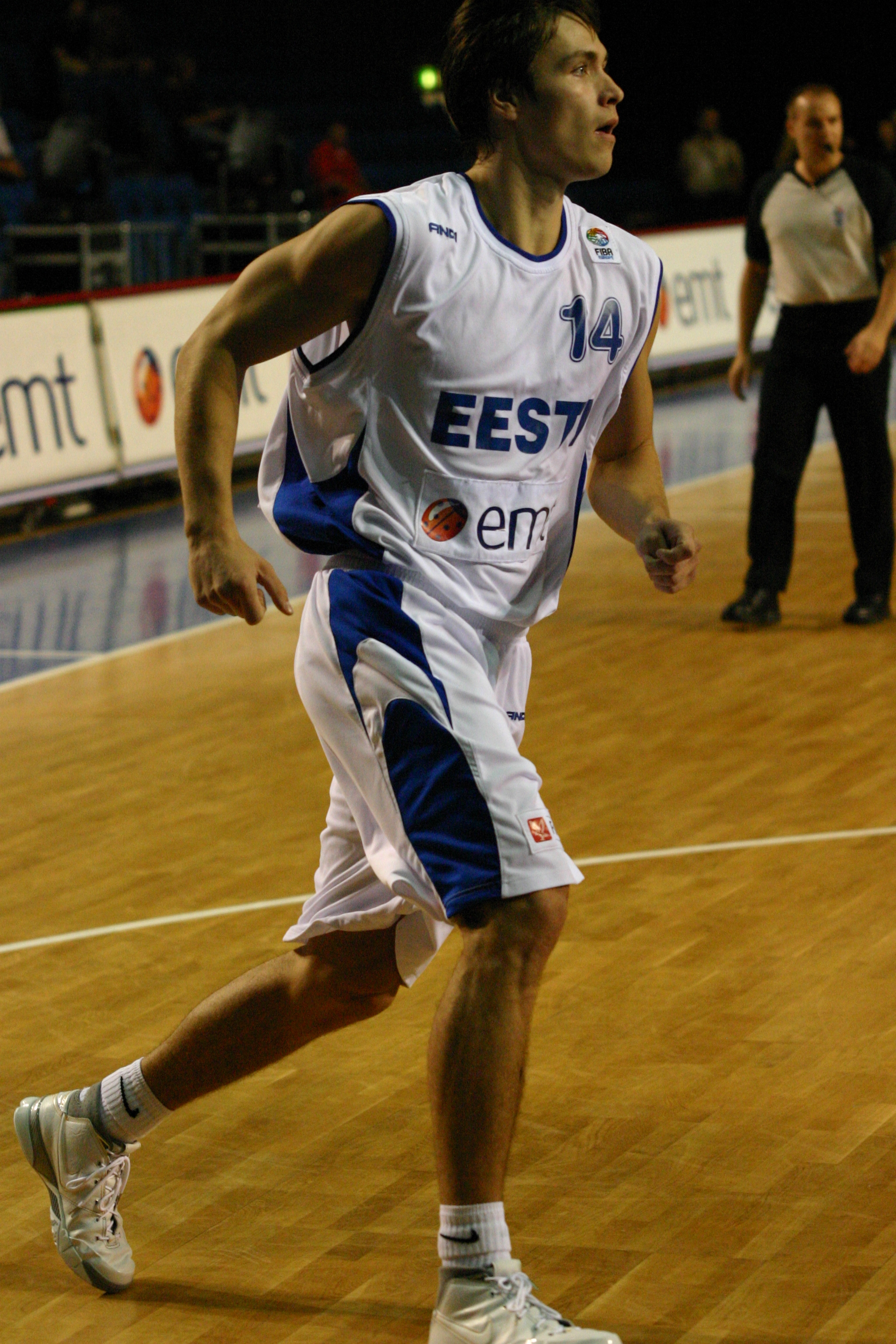
Kristjan Kangur

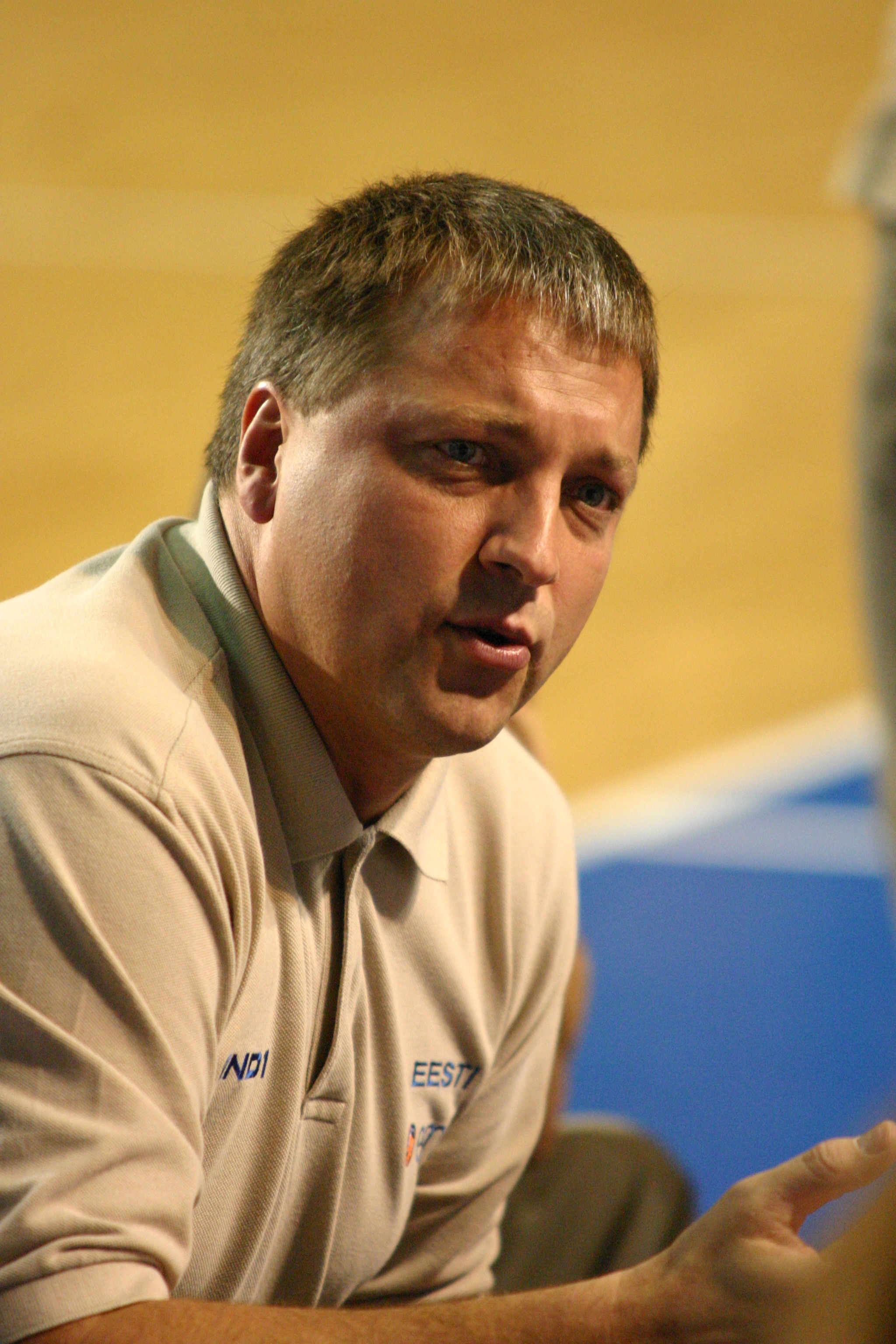
Tiit Sokk

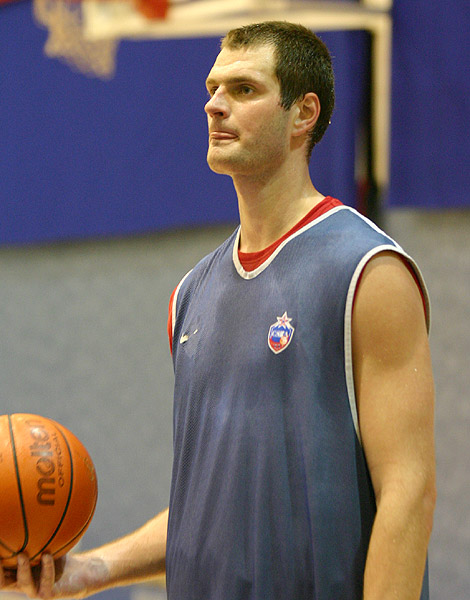
Martin Müürsepp

- Kristjan Kangur
- Tarmo Kikerpill
- Gert Kullamäe
- Aivar Kuusmaa
- Valmo Kriisa
- Margus Metstak
- Tiit Sokk
- Martin Müürsepp
- Rauno Pehka
- Janar Talts
- Heino Enden
- Ilmar Kullam
- Jaak Lipso
- Priit Tomson
- Aleksei Tammiste
- Anatoli Krikun
- Jaak Salumets
- Tanel Tein

## Treinadores
- Herbert Niiler – 1929–1940
- URSS – 1940–1991
- Jaak Salumets –  1993–1997
- Maarten Van Gent – 1997–1999
- Üllar Kerde – 1999–2001
- Heino Enden – 2001–2004
- Tiit Sokk – 2004–2007
- Üllar Kerde – 2007–2009
- Tiit Sokk– 2009–presente